# Klassicisme (musik)
Klassicismen - også kaldt wienerklassikken - er en epoke indenfor europæisk musik, som strækker sig omtrent fra 1750 til 1830. Klassicismens begyndelse går nogenlunde parallelt med slutningen på den galante stil, og den sidste del af klassicismen er en glidende overgang til romantikken. Epoken inddeles i tre perioder: Overgangen fra den galante stil (1750–1770), den dominerende klassicistiske periode (1770–1810) og overgangen til romantikken (1810–1830). Wienerklassik må ikke forveksles med wienermusik.
Perioden 1770–1810 var domineret af musikken i Wien, hvor komponister som Joseph Haydn (1732–1809), Wolfgang Amadeus Mozart (1756–1791) og Ludwig van Beethoven (1770–1827) virkede. Denne periode har givet ophav til navnet wienerklassikken, som ofte anvendes som betegnelse for hele klassicismen og den første wienerskole. Wien spillede en vigtig rolle som kulturcentrum også før perioden (med komponister som Christoph Willibald Gluck) og efter perioden (Johann Nepomuk Hummel, og Franz Schubert). Der var dog fra begyndelsen af en række komponister, som ikke hørte hjemme i Wien, som Carl Philipp Emanuel Bach (Potsdam, Hamburg), Johann Christian Bach, Muzio Clementi (begge London) og Luigi Boccherini (Madrid). Områder som Mannheim og Paris var vigtige i begyndelsen af perioden. Gioacchino Rossini (Paris) og virtuoser som Louis Spohr (Kassel), John Field (Sankt Petersborg, Moskva), Fernando Sor (Paris, London) og Niccolo Paganini (omrejsende) var med til at afslutte perioden. 
Som periode var klassicismen formgivende indenfor opera, symfonier, sonater og strygekvartetter. Klassicismen handlede i stor grad om at udskifte barokkens polyfoni (flere melodier i samspil) med homofoni (en dominerende melodi med støtte fra andre instrumenter) og enklere musikretninger. Barokkens greb blev ikke helt glemt, og flere komponister benyttede sig af både kontrapunkt og fugaer i deres kompositioner. Alligevel var klassicismen en bevægelse væk fra teknikker som generalbas og terrassedynamik, og hovedmelodien blev langt mere markant i denne periode. Hvor kontrapunkt i barokken havde flere ligeværdige stemmer, havde det klassicistiske kontrapunkt fortsat en dominerende hovedstemme, mens understemmerne havde som funktion at støtte melodien.
Klassicismen var også påvirket af nyvindinger i instrumenter og orkestre. Nye eller stærkt forbedrede instrumenter som piano, waldhorn, fagot, tværfløjte og klarinet gav nye muligheder for at skrive musik, og det blev også enklere at benytte sig af gradering af dynamikken. Orkestrene blev større, specielt under Mannheimerskolen, og der blev stadig flere solostykker for enkeltinstrumenter. Endvidere skabte fremvæksten af et stærkt borgerskab et større fokus på verdslig musik, hvilket gjorde, at orgelet fik mindre betydning. Musik blev oftere fremført offentlig i store haller sponsoreret af privatpersoner for et betalende publikum. Mod slutningen af perioden blev musikken i klassicismen markant mere dramatisk, og overgangen til romantikken er glidende.

## Definition og afgrænsning
Brugen af ordet "klassisk" er knyttet til romersk "classicus", om de [højeste] klasser i Romerriget, ikke blot folk, men også genstande og indsatser. Noget klassisk var derfor noget, som udmærkede sig ved varig appel. Dette udgangspunkt er baggrunden for klassisk musik.
"Klassicisme" kom i 1700-tallet som et resultat af en orientering mod klassisk litteratur, kunst, arkitektur og andre felter. Indenfor kunst var det særligt Johann Joachim Winckelmann, som var ansvarlig for stilarten, som fik navnet nyklassicismen, da han i 1755 udgav sit værk om græsk kunst. Bogen udkom syv år efter, at udgravningen af Pompeji begyndte i 1748. Eftersom musikken, i modsætning til kunst og arkitektur, ikke havde nogen klare bånd til antikken, blev de mere abstrakte klassiske værdier fra kunst og arkitektur – klarhed, ro, balance og så videre – inkorporerede i musikken. Homofoni, ideen om en samlet melodisk oplevelse, var derfor mere "klassisk" end stemmer og modstemmer, som dominerede i barokken. Disse værdier i musikken stod i kontrast til barokken, periodens musik blev opfattet som "unaturlig", "opstyltet", "forvirret" og "bizar".
Det betyder imidlertid ikke at klassicismen som begreb blev etableret allerede, da det foregik. Betegnelsen "klassisk" for en musikalsk periode stammer fra 1836, og handlede om musik før romantikken. Begrebet "klassisk" om musik blev brugt varierende frem til da; Händel kunne i det ene øjeblik være gotisk, og i det andet klassisk. Der er også et sprogproblem: på engelsk bruges betegnelsen "classical period" (den klassiske periode), og dermed er sammenhængen med nyklassicisme i kunst og litteratur, som hedder "neoclassicism" på engelsk, og klassicisme i musik ("classic period") ikke umiddelbart åbenbar.
I en periode i 1800-tallet blev også udtrykket "Wienerskolen" brugt. Dette var imidlertid forvirrende af flere årsager. For det første var det ikke entydigt - Wien under Wagners og Brahms' storhedsperiode er også betegnet med det samme tilnavn. For det andet kolliderede det med den anden wienerskole, og fik af og til navnet den første wienerskole for distinktionens skyld. For det tredje var det kun Schubert, som kom fra Wien, og alene Beethoven, som levede i en længere periode i byen. Til gengæld kom Salieri til Wien som 16-årig, var stærkt inspireret af tysk opera og skrev tyske syngespil.
Begrebet "klassicisme" eller "wienerklassicisme" blev særlig anvendt i slutningen af 1800- og begyndelsen af 1900-tallet, delvis af folk som anså Joseph Haydn, Wolfgang Amadeus Mozart, Ludwig van Beethoven og Franz Schubert som grundlaget for deres egen tid. Professor i æstetik Arnfinn Bø-Rygg mente, at "klassisk" omhandlede musikken i wienerklassicismen, mens "klassicisme" handlede om "en overfladisk eller akademisk efterligning af wienerklassicismen", og at blandt andre Friedrich Nietzsche benyttede dette skel. Enkelte har placeret brugen af begrebet "klassicisme" som betegnelse på musikperioden så sent som midten af 1900-tallet.
Den musikalske definition af klassicismen kan variere. Nogen vil datere den fra fremvæksten af ny opera i 1740-erne og afslutte den omkring 1810 med Haydns død og Beethovens overgang til en mere romantisk stil. Den amerikanske musikforsker Neal Zaslaw trækker den endnu tidligere, i 1798, efter at Haydn havde udgivet oratoriet Die Schöpfung og Beethoven udgivet "Pathétique"-pianosonaterne. Den danske organist og musikforskeren Jens Peter Larsen foreslog at omtale perioden frem til 1770 som "præ-klassisk" og perioden fra 1800 som "tidlig romantik". Andre kan trække perioden frem til 1820, eller til Beethovens og Schuberts død lige før 1830. Den tysk-amerikanske professor Reinhard Georg Pauly omtalte perioden fra 1800 til 1830, Zaslaw og Larsen ikke udskiller, som en overgangsfase til romantikken. Rosen, en amerikansk pianist og forsker, inkluderer på sin side hele Beethovens liv ind i den klassiske periode, og omtaler også Den niende symfoni som bedre forstået i fortsættelse af klassisk concerto i tråd med Mozart end som en sonate. Samtidig vil det medføre, at romantikken som litterær og musikalsk bevægelse vil have lille kronologisk overlapning. 
En tredje definition handler om musikalske forandringer, der man definerer klassicismen som en periode med fremvækst af offentlige koncerter. En udvikling i retning af, at borgerskabet overtager som de, som bestiller værker, og en stærk begrænsning af ornamentik i orkestermusik. Der var en nedgang i liturgisk musik som oratorier og messer, og en udvikling af opera seria og opera buffa som til tider grænser over i hinanden. Svagheden i den sidstnævnte er, at dette varierer stærkt fra et land til et andet. Samtidig vil en definition blandt andet gøre, at Gioachino Rossini fremstår som en klassisk operakomponist, da det at blande opera seria og opera buffa – foruden "bel canto"-stilen, som var en fortsættelse af en lang trend – er regnet blandt hans vigtige bidrag til musikken. Hummel, Spohr og Field, som også regnes blandt klassikerne, var aktive i denne periode, og endog Schubert regnes ofte som en overgangsfigur eller en romantiker, var han i sin samtid relativt ukendt.

## Baggrund: Den galante stil
Klassicismens forgænger, Barokmusikken forsvandt i midten af 1700-tallet i og med at de store komponister, François Couperin (1733), Antonio Vivaldi (1741), Johann Sebastian Bach (1750), Domenico Scarlatti (1757), Georg Friedrich Händel (1759) og Georg Philipp Telemann (1767), døde i denne periode. Klassicismen er ofte set som en reaktion imod den tungere og mere komplekse barokmusik, idet et enklere musikudtryk tog over. Nye komponister skelnede klart mellem den barokke polyfone stil med kontrapunkter og den galante mere sangbare homofone stil. Skønt den galante stil var at foretrække, var kunsten at skrive fugaer langt fra glemt, hvilket bliver klart både i Haydns, Mozarts og Beethovens senere kompositioner.
Alligevel skete skiftet ikke i løbet af kort tid, og den galante stil var en overgangsperiode, hvor Couperin, Scarlatti og Telemann foruden en række nyere komponister som Giovanni Battista Pergolesi og Jean-Philippe Rameau dominerede. De fik stadig større greb på vej mod det klassicistiske formsprog, blandt andet ved at have korte og repetitive melodier med enklere harmonisering. Galant stil er ofte også knyttet til rokokko-stilen indenfor arkitektur og møbeldesign, og alle er blevet regnet som mindre dominerende og upersonlig end forgængeren.
Historisk var det også af betydning, at barokkens religiøsitet og kirkens politiske og kulturelle magtposition blev udfordret af oplysningstiden, og at et borgerskab voksede frem som et alternativ til fyrstehus og kirke. Dette var med til at "verdsliggøre" musikken i større grad. Kirkemusikken blev konservativ og tilbageskuende i denne sammenhæng. Samtidig var optimismen stor med tanke på, at menneskelig intellekt kunne mestre alle udfordringer.
Fremvæksten af lokaler til offentlige koncerter begyndte allerede i 1720-erne i London og Paris, og spredte sig i løbet af 1700-tallet. Derved blev musikken stadig mere tilgængelig for borgerskabet.

## Musikalsk udvikling i tidlig klassicisme (1750-1770)
- Johann Stamitz var en dominerende skikkelse som komponist, kapelmester og violinlærer i Mannheimerskolen
Malet af: Ukendt
- Christoph Willibald Gluck forandrede operaen meget i 1760-erne. 
Malet af: Joseph Siffred Duplessis (1725–1802)
- Carl Philipp Emanuel Bach var væsentlig både indenfor klavermusik og symfonier 
Malet af: Franz Conrad Löhr (1735-1812)
- Johann Christian Bach havde stor indflydelse på Wolfgang Amadeus Mozart.
Malet af: Thomas Gainsborough (1727-1788)
- Christian Cannabich fulgte Stamitz i Mannheim, og var med til at definere klassicismen som stilperiode
Malet af: Egid Verhelst (1733-1804)

Mannheimerskolen, som blandt andet erstattede generalbas med melodisk bas, blev et vigtigt bindeled mellem barok og klassicisme. Da Karl III Filip blev kurfyrste, og efter en lidt omflakkende tilværelse endte i Mannheim, tog han et stort orkester med for det meste tyske, tjekkiske og østrigske musikere med sig. Hans efterfølger i 1742, Karl Theodor, forøgede antallet af medlemmer i orkesteret til 90 i 1778, da Mannheim ikke længere var et kurfyrstedømme. Den store musikalske periode blev kendt under navnet Mannheimerskolen.
Samtidig blev musikken tilpasset ønsker om en renere, mere balanceret og klarere stil, med standardisering af flere musikformer, således at:
- Melodien blev mere homofon
- Musikken blev bygget op omkring to temaer, således at enkelte satser kunne have markant forskellig stil i forskellige dele
- Den harmoniske rytme, altså akkordvekslingerne,[27] blev langsommere i klassicismen end i barokken, og akkordprogressionerne blev enklere
- Man sløjfede generalbassen, en melodisk og improviserede baslinje spillet af akkordinstrumenter som cembalo og gambe[28], og erstattede den med en selvstændig baslinje, som havde taktmarkering som hovedfunktion.

En anden udvikling blev, at musikken skiftede sin akkord og kadance. Dominanten (den femte tone, kvinten i en dur- eller mol-skala) er den kraftigste akkord efter tonika (grundtonen) i en skala. I barokken blev både dominant og subdominant (tonen under dominant) brugt, men i løbet af 1700-tallet blev dominant-kadancen nærmest enerådende. For at skifte toneart, blev ofte modulering brugt, det vil sige, at man introducerede nye tonearter gennem løse fortegn således, at man bruger for eksempel G-dur-akkorder i C-dur. I løbet af 1700-tallet blev sådanne moduleringer opfattede som dissonans for at komme til næste del af værket. Modulering før klassicismen var som oftest kromatiske øvelser eller kortvarige tilstande, men det var først i løbet af sidste halvdel af 1700-tallet, at modulering blev brugt til varige toneartskifter.

### Udviklingen af instrumenter
Foruden, at orkestrene blev større, blev instrumenter som klarinet, fløjte, waldhorn, fagot, obo med flere stadig mere brugt, og efterhånden blev både træblæserinstrumenter og messingblæsere en almindelig del af orkesteret. Skønt trompet blev brugt til tider, blev kromatiske ventiltrompeter ikke introducerede før henimod slutningen af klassicismen. Trombonen blev taget mere i brug, men den var i hovedsagen forbeholdt kirkemusik i denne periode.
Hammerklaveret, en tidlig udgave af pianoet, blev hurtigt populært. Allerede i begyndelsen af 1700-tallet havde Bartolomeo Cristofori eksperimenteret med et "fortepiano", et instrument lig cembalo, men hvor strengene blev slået på. I begyndelsen var instrumentet dyrt og klodset, men det blev senere udviklet. Den tyske instrumentmager Johannes Zumpe udviklede en enkel pianomekanisme, som han placerede i en aflang kasse. Dette instrument, taffelpianoet, var billigt og optog beskeden plads, og det blev derfor populært i mange hjem.
Med udviklingen væk fra generalbas og over til en egen baslinje blev alberti-bas (korte, ofte raske, brudte akkorder), meget brugt i klaversammenhæng i klassicismen. Dette hjalp til med at få et homofont lydbillede, hvor bassen ikke var del af melodi eller kontrapunkt, men en selvstændig del, obligato. Hammerklaveret udviklede sig også til at blive et soloinstrument i denne periode, i stedet for som hidtil at være et akkompagnementsinstrument. Dette gjaldt blandt andet i sonater af familien Bach.
Stor betydning for klavermusikken fik også Carl Philipp Emanuel Bach. Han var den tredje søn af Johann Sebastian Bach, oplært af sin fader, og var altid optaget af musik. Han valgte oprindelig en juridisk karriere, som blandt andet bragte ham til Frankfurt ved Oder, men koncentrerede sig derefter om musik, og senere blev han ansat ved hoffet hos Fredrik den Store.
Foruden, at han skrev musik for klaver, var hans værk Versuch über die wahre Art das Clavier zu spielen (Forsøg på den sande kunst at spille klaver) banebrydende for al form for tangentspil, men særlig pianospil, i det 18. århundrede. Mange ledende klaverlærere fulgte principperne i hans værk. Det var særlig, da Frederik den Store blev optaget af syvårskrigen, at Bach kunne prøve sig som klaverkomponist. I modsætning til broderen J.C. Bach, som havde en mere galant og let stil, var C.P.E. Bachs stil præget af den følsomme empfindsamer Stil, gerne karakteriseret som voldsom, udtryksfuld, overraskende og usammenhængende.

### Opera i klassicismen
Opera havde eksisteret siden begyndelsen af 1600-tallet, men den gennemgik en stor forandring under 1700-tallet. Den napolitanske skole havde været vigtig i udviklingen af opera seria, en 3-akters opera som havde seriøse, ofte mytologiske, fortællinger, hvor recitativ blev brugt til at føre handlingen fremover og arierne blev brugt til kommentarer. Det var særlig frem til anden halvdel af 1700-tallet, at denne operastil havde sin storhedstid. Opera seria havde imidlertid sine begrænsninger, dels skulle den give sangerne mulighed for at fremvise sine evner, ofte på bekostning af historien, dels fordi dens historie appellerede til overklassen i et århundrede, som blev mere og mere optaget af oplysningstidens idealer og fremvæksten af et borgerskab. Manglen på gode overførsler af mere menneskelige dramaer til opera seria gjorde, at den ikke formåede at forny sig efter Gluck, og heller ikke Mozart lykkedes særlig godt med sine forsøg.
I løbet af 1700-tallet blev små enakters operaer lagt ind i pausen mellem akterne i en opera seria. Disse udviklede sig efterhånden til opera buffa, humoristiske og ofte med mere dagligdags temaer. Særlig blev Pergolesis La serva padrona, om en tjenestepige som narrer sin herre og gifter sig med ham, populær og nåede et publikum langt udenfor Napoli. Under den galante periode var opéra comique (med samtaler uden sang mellem sangene) og tyske syngespil (en blanding af opera buffa og opéra comique) blevet stadig mere opførte. Fælles for alle disse operaer var, at de som oftest vedrørte ikke-adelige eller ikke-mytologiske historier, som det fremvoksende borgerskab kunne associere sig med. Dette styrkede den komiske opera og fik den alvorlige opera (Opera seria) til at fremstå som noget gammeldags.
Christoph Willibald Gluck ønskede at forandre operaen og lagde vægt på at forandre opera seria. Hans ville undgå, at fortællingen blev ofret for arienes skyld. Han var særlig imod, at arier gentog sig så ofte og havde så mye virutuoso, at det ødelagde fortællingens fremskriden, at der var et for stort brud mellem resitativ og arie, og at ouverturer ikke gav nogen antydning af hvordan, handlingen var. Gluck ville lægge vægten på, at operaer fortalte historier på bekostning af, at de blev genstand for sangeres behov for at fremvise deres færdigheder og ofte unødvendige danse og korstykker. Det var særlig hans operaer Orfeo ed Euridice (1761) og Alceste (1767), begge fra hans ophold i Wien, som demonstrerede den nye opera. Paradoksalt nok var Glucks redningsforsøg af den oppstyltede opera seria med kastratsangere og mytologisk historie muligvis med til at afslutte seriøs opera i overskuelig fremtid. I dens plads kom opera buffa, som var lettere tilgængelig for et moderne publikum.

### Sonatens udvikling
Sonaten blev også forandret fra barokken til klassicismen. I barokken var "sonate" et upræcist begreb, som betød, at noget blev spillet i modsætning til "kantate", som blev sunget. Sonater bestod ofte af flere varierede stykker, ofte for et instrument. I klassicismen blev sonate stort set brugt om stykker skrevet for soloinstrument med kammerorkester, eller senere soloinstrument med piano. Endvidere blev sonaten formaliseret. En typisk sonate i klassicismen havde fire satser:
1. Allegro i sonateform
2. Langsom sats (Largo eller andante)
3. Menuet og trio (3/4-takt) eller Scherzo
4. Allegro

Med sonateform (også kaldet sonate-allegroform fordi den stort set går i allegro) menes inddelingen i første sats i en sonate, symfoni eller koncert, som har tre dele: Eksposition, gennemføring og reprise. Ekspositionen består af hovedtema som går i hovedtonearten (altså vil en førstesats, som er en allegro i D-dur, have en eksposition i D-dur), et sidetema i dominant (i denne sammenhæng A-dur) eller paralleltonarten (H-mol) og slutgruppe (som oftest tilbage til D-dur). Gennemføringen er en bearbejdning af melodi, rytme, harmoni og eventuelt kontrapunkt fra ekspositionsdelen. Reprise er en gentagelse af ekspositionen, da ofte med sidetemaet i hovedtonearten (altså D-dur igen). Efterhånden blev der tilføjet en langsomt gående introduktion og en koda, begge frivillig.
Deraf følger imidlertid ikke, at en sonateform per definition måtte følge disse regler, og ofte eksperimenterede komponister med disse former. Da den romantiske komponist og musikteoretiker Carl Czerny erklærede, at han som første mand havde beskrevet sonateformen, var den allerede forældet. Sonateformen blev ofte til gennem kopiering mere end nedarvede kundskaber.

### Symfoniens udvikling
Symfonien var oprindelig en udvikling fra den neapolitanske operasinfonia, men den udviklede sig stærkt i klassicismen i takt med, at instrumenteringen voksede. 
Det var under Mannheimerskolen, særlig ved Johann Stamitz, Franz Xaver Richter og Ignaz Holzbauer, at symfonien udviklede sig med brug af nye instrumenter, crescendo og diminuendo og fokus på et større publikum. Sidstnævnte medførte, at man fik symfoniorkestre, som havde flere musikere end normale orkestre. Da Stamitz og hans stjerneelev Franz Ignaz Beck tilbragte tid i Frankrig, spredte symfonien sig dertil, og specielt til Paris.
C.P.E. Bach var også en vigtig komponist indenfor udviklingen af symfonien. Da han var ansat hos Fredrik den Store, spillede han akkompagnement til kejseren, som spillede solo ved fløjtekoncerterne af Johann Joachim Quantz. I modsætning til C.P.E. Bach selv var Quantz' kompositioner tilbageskuende. C.P.E. Bach ønskede derfor at komme væk, og det lykkedes ham til sidst. I 1768 overtog han som kapelmester i Hamburg efter, at Telemann døde. Det gav ham større kunstnerisk frihed, og han udviklede symfonien melodisk, blandt andet med mange "tutti" (at alle spiller samtidig), store kontraster i stemninger, ekstreme moduleringer (gentagne skift af tonearter) og pludselige brud. C.P.E. Bach øvede en stor påvirkning både indenfor symfoni og sonate på Haydn, Mozart og Beethoven.

## Klassicismens hovedperiode (1770-1810)
- Joseph Haydn definerede langt hen ad vejen symfonien og strygekvartetten samt klassicismen som periode.
Malet af: Thomas Hardy
- Mozart var aktiv indenfor udviklingen af koncerten og operaen.
Malt av:  Barbara Krafft
- Ludwig van Beethoven omtrent 1804. Han mistede hørelsen og forandrede symfonien og koncertmusik i denne periode.
Malet af: Joseph Willibrord Mähler
- Antonio Salieri var en anerkendt operakomponist af den tyske skole, og en musiklærer for ledende komponister.
Malet af: Joseph Willibrod Mähler
- Giovanni Paisiello var en af de største operakomponister i sidste halvdel af 1700-tallet.
Malet af: Louise Élisabeth Vigée-Lebrun
- Luigi Boccherini udviklede strygekvintetter i stor grad. Han holdt fortrinsvis til i Madrid.
Malt av: Pompeo Batoni (1708–1787)

Der den første del af klassicismen var en glidende overgang fra barok og galant periode, blev den centrale del af perioden nær definitionen på klassicisme, og ophavet til begrebet "wienerklassicisme". Den blev stærkt domineret af tre komponister: den genredefinerende Joseph Haydn, vidunderbarnet og melodiskaberen Wolfgang Amadeus Mozart, og arvtageren og symfonimesteren Ludwig van Beethoven. Perioden afsluttes som oftest i 1810, eftersom Haydn døde i 1809. Der findes gode argumenter for at afslutte den tidligere, for eksempel i 1808, da Beethovens 5. og 6. symfonier definerede et markant brud med klassicismen både fra denne og foregående periode.
Rent musikalsk var Haydn i begyndelsen af denne periode inspireret af en forløber til Sturm und Drang, en kunstnerisk periode som foregik romantikken. Haydn skabte intense symfonier og kvartetter i mol. Han bidrog til at skabe en modsætning mellem Winckelmanns ædle enkelhed og stille storhed, og klassicismens ro og balance på den ene side, og det voldsomme følelsesregister, som begyndte at dukke frem på den anden. Dette var en del af en bevægelse, som startede fra 1760-erne ved brug af fuga og kontrapunkt for at skabe en stærkt stemningsændrende effekt. Haydn var ikke først, men tidlig ude, og man regner hans periode fra omtrent 1771, fem år før skuespillet Sturm und Drang blev skrevet og et år før, at det blev urfremført.

### Instrumenternes udvikling
I 1770-erne begyndte hammerklaveret at tage over fra cembaloet, og i 1795 var cembaloet så godt som forældet. En af grundene til, at hammerklaveret og taffelpianoet blev populært, var, at det havde større variation i dynamikken. Man kunne gå fra meget svagt til meget stærkt beroende på hvordan, man slog på tangenterne. Dermed kunne også tangentmusikken bruge crescendo (gradvis stærkere) og diminuendo (gradvis svagere) melodier, i stedet for terrassedynamiken med enten stærkt eller svagt, hvilket kendetegnede cembalo.
Ganske vist blev cembalo fortsat brugt i London i 1791, men udviklingen gik klart i retning af hammerklaver og piano. Dette var lidt paradoksalt, eftersom taffelpianoet blev udviklet i London. Desuden brugte Johann Christian Bach et taffelpiano under sine koncerter i London i 1760-erne. Endvidere blev pianoet stadig mere sofistikeret i samme by af den nederlandske Americus Backers og den skotske John Broadwood, begge musikinstrumentmagere. Udviklingen fortsatte siden. Pianoet udviklede sig også parallelt, men uafhængigt, i Tyskland, hvor en lettere udgave af hammerklaveret, med filt som skabte en blødere tone, blev introduceret i Wien. Udviklingen gjorde, at pianoet bevægede sig fra at være akkompagnement og generalbas til at blive melodiinstrumentet i mange sonater og concertoer af Haydn, Mozart, Hummel, Beethoven med flere.
Samtidig blev flere blæserinstrumenter, fagotten inkluderet, givet soloer. Blæseinstrumenter blev oftere brugt til stemningsskabende musik frem for tekniske øvelser, hvilket var en fordel for horn, som frem til slutningen af klassicismen ikke havde ventiler eller klapper. Waldhorn blev opfattet som havende en specielt menneskeagtig klang i lyden, og alle de store komponister skrev hornkoncerter. Trompeten fik mod slutningen af århundredeskiftet en kortlivet udgave med klapper, som Haydn skrev en koncert for. Trombonen blev tidvis brugt i operaer for at skabe effekt, som i sidste akt af Don Giovanni af Mozart.
For strygerinstrumenter var særlig halsen på cello, violin og bratsch markant, den blev konisk, altså bredere jo nærmere kroppen den kom, i stedet for barokinstrumenternes rette hals. Desuden fik buen sin standardfacon omkring 1780, ved at den blev længere, buebåndet blev bredere og den blev noget tungere. Samtidig, som udviklingen af instrumenter gjorde, at musikerne kunne spille mere avancerede stykker, ble også musikerne ofte professionelle. Foruden virtuoser som Mozart og Beethoven blev også almindelige musikere betalt for de offentlige koncerter.
Ligesom at enkelte instrumenter blev inkluderede, var det også flere, som blev nedprioriterede. Blandt dem var særlig orgelet, som fik få nye kompositioner. Skønt både Mozart og Beethoven spillede orgel, skrev ingen av dem musik for orgel. Blokfløjten blev erstattet af tværfløjten, og forblev en kuriositet frem til det tyvende århundrede.

### Symfoniens udvikling
Udviklingen af symfoniorkestre fortsatte i løbet af klassicismen. Under Mannheimerskolen blev orkestre standardiserede med omkring 50 udøvere, som var fordelt på strygeinstrumenter, træblæseinstrumenter, messingblæseinstrumenter og slagtøj. Disse blev markant større allerede til opsætningen af Mozarts symfoni nr. 34. Her ser vi en dobling af violiner og en markant forøgelse også i andre strygeinstrumenter. Blæseinstrumenterne blev kun lidt forøgede, bortset fra fagotten, som ofte blev regnet som et tillæg til kontrabassen.
Bach brugte som oftest 3-satsers-symfonier, men under Haydn, Mozart og især Beethoven nåede symfonien sin 4-satsers form. Til trods for, at CPE Bach havde gjort meget for at udvikle symfonien, bidrog han ikke med en defineret opbygning. Det kom med Joseph Haydn. 

#### Haydns bidrag
| Symfoniorkesterets utvikling, del 1 | Symfoniorkesterets utvikling, del 1 |
| Mannheim (ca. 1770)                 | Wien, 1781                          |
| ----------------------------------- | ----------------------------------- |
| 20 violiner                         | 40 violiner                         |
| 4 bratscher                         | 10 bratscher                        |
| 4 celli                             | 8 celli                             |
| 4 kontrabasser                      | 10 kontrabasser                     |
| 4 fløjter                           | 2 fløjter                           |
| 2 oboer                             | 2 oboer                             |
| 2 klarinetter                       | 2 klarinetter                       |
| 4 fagotter                          | 6 fagotter                          |
| 2 horn                              | 2 horn                              |
|                                     | 2 trompeter                         |
| Pauker                              | Pauker                              |

Joseph Haydn regnes blandt de største og mest indflydelsesrige komponister i europæisk musikhistorie. Han er også anset som komponisten, som mere end nogen anden fangede klassicismens mål og resultater. Haydns bidrag til klassicismen var, foruden kompositionerne i sig selv, særlig udviklingen af strygekvartetten og symfonierne. Han var meget inspireret af C.P.E. Bach, Vivaldi, Stamitz og senere Händel, og han var en direkte inspiration for blandt andre Mozart og Beethoven.
Det var gennem Haydns påvirkning, at symfonierne fulgte meget af sonateformen med fire satser:
1. En hurtig førstedel i sonateform
2. En langsom andendel i tema og variationer
3. En tredje sats, ofte en menuet med variation fulgt af triodel med variation og så førstedelen igen
4. En hurtig tredjesats i rondoform eller sonaterondoform[84]

Haydn var ikke først ude med de fire satser, og han bandt sig ikke til sine egne regler, da han varierede meget i symfonierne. Alligevel er Haydns indvirkning på og udvikling af symfonierne fra 1770 så stor, at han fik tilnavnet "symfoniernes fader".
Haydns symfonier blev mere ekspressive, med dynamik og værk i mol, hvilket man kan se i symfoni nummer 26 og nummer 45. Han introducerede en langsom introduktion i den ellers hurtige førstedel. Han benyttede trompeter og pauker, sidstnævnte særlig kendt fra Paukeslagssymfonien, også kendt under sit kaldenavn på engelsk, "surprise symphony". Haydns variationsform i anden del var også en stor forandring fra tidligere symfonier.
Haydns symfoniorkester var i begyndelsen relativt beskedent sammenlignet med flere samtidige, og udviklede sig langsomt. Haydn brugte derfor opfindsomhed for at få mest muligt ud af sit orkester. Også med sine symfonier havde Haydn en udvikling i tre dele. Først (frem til ca. 1770) havde han et galant præg, delvis med fuga-inspirerede dele, men en bevægelse mod fire satser. Derefter (ca. 1770-1780) fandt han mere sin egen stil, ofte en legen, hvor han havde falske repriser i sonateformen, overraskelser, dissonans, moduleringer og uventede vendinger. Endelig (ca. 1780-), hans "modne" periode, er mere struktureret og homofon, men samtidig ofte med kontrapunkter, og inspireret af Mozarts kromatiske komposition. Desuden var Haydn i denne periode, som i flere andre dele af sin komposition, mere optaget af folkelig musik.

#### Mozart og Beethoven
Mozarts symfonier var i begyndelsen mest relevante ved deres instrumentering. Fra 1770-erne udviklet de sig til at blive mere italiensk "bel canto", og siden stadig mere rendyrket klassicistiske efter gensidig inspiration mellem ham og Haydn. Mozart lod sig inspirere både af Paris, Mannheim og Wien, således at han havde en italiensk-fransk-tysk-østrigsk blanding. I lighed med Haydns udvikling i strygerkvartetterne, havde Mozarts symfonier også fra begyndelsen af 1770-erne mere fritstående cello- og bratschstemmer, og stadig mere kromatiske melodier. Mozart eksperimenterede også med mol-tonarter, synkopering og dynamisk variation.
Mozarts mest kendte symfonier kom fra 1782 og livet ud. I denne periode lod han sig inspirere af serenader, inkluderede en march og tilføjede ekstra menuetter. I senere tid blev Mozarts symfonier også prægede af eksperimenter med forældede teknikker som fuga, kontrapunkt og 3-satsers-symfonier. Specielt gjaldt dette Jupitersymfonien. Mozarts bidrag var også, at han i koncerter og symfonier havde med hele, fuldendte fraser, i stedet for de korte, og han arbejdede mere mod en videreføring af sonatesatsformen med et mere dystert og melankolsk præg.
Ludwig van Beethovens store bidrag til symfonien kom i slutningen af den klassiske periode. Hans liv som komponist deles som oftest ind i tre dele. Den første, før han begyndte at bli døv, handlede mest om Beethovens forsøg på at tilpasse sig den klassicistiske stil hos Haydn og Mozart. Den anden periode, fra 1802 til omtrent 1814, var præget af større eksperimenteren og en mere romantisk retning. Den sidste periode tilhører klassicismens sene periode.
Beethovens 1. symfoni tilhører den første del, og her er han klart påvirket af Haydn og Mozart. Hans anden symfoni eksperimenterede lidt med den langsomme del, som er længere end almindeligt, og som også havde en sonatesatsform, hvilket ellers normalt er forbeholdt førstesatsen. Den har imidlertid store dynamiske forskelle fra det muntre til de sørgmodige – muligvis knyttet til det faktum, at Beethoven skrev et testamente samtidig, som han skrev dette stykke. Stykket varer i næsten 33 minutter, og er dermed klart længere end andre samtidige symfonier.
Det er imidlertid med den tredje symfoni, Eroica, at Beethoven tager et stort skridt væk fra traditionelle symfonier. Han inkluderer musikalsk og rytmisk dissonans i første sats, en grandios begravelsesmarch i andensats, vanskelige horndele til tredje del og den stærkt varierende fjerdedel. Oprindelig dedikeret til Napoleon Bonaparte er symfonien langt mere hyldende og optimistisk – og i nogen grad seriøs – end hans tidligere. Eroica er et klart skridt væk fra Haydns og Mozarts symfonier. Længden var også revolutionerende i sig selv, med lidt under 49 minutter var Eroica næsten dobbelt så lang som Beethovens første symfoni. Mens Den fjerde symfoni har fået en noget hård medfart for ikke at have været særlig opfindsom, var Den femte symfoni anset som en naturlig følge af Eroica, særlig med meget af den samme vægt på sammenhængen mellem helheden og delene. Den sjette symfoni var klart romantisk i karakter og havde fra begyndelsen navnet "Pastoralesymfonien". Den var den næstlængste symfoni til da, men har få overraskelser. Den bliver regnet som en af de bedre romantiske skildringer af naturen. De to næste symfonier er ofte knyttede til Beethovens anden periode, men de tilhører klassicismens tredje periode.

### Strygekvartettens udvikling
Strygekvartetterne i klassicismens hovedperiode fulgte langt hen ad vejen samme udvikling som symfonierne: Haydn udviklede dem formmæssigt, mens Mozart udviklede dem musikalsk, og Beethoven gav dem et mere dramatisk formsprog.
Akkurat som med symfonierne, blev Haydn også kendt som "strygekvartettenes fader". I modsætning til symfonierne, som var en udvikling af ouverturerne til italienske operaer, blev strygerkvartetten i sin helhed opfundet af Haydn. Det var også Haydn, som definerede instrumenteringen (to violiner, bratsch og cello), og han var optaget af en ligestilling af instrumenterne og megen bearbejdning med alle dele af hovedmotivet – altså gennemføringsdelen i en sonateform. Til trods for, at C.P.E. Bach ikke skrev strygekvartetter, var det ham, som var Haydns største indflydelse. Haydn var imidlertid optaget af at videreføre klassicismens idealer om intern orden og symmetri.
Haydn begyndte med strygekvartetter, hvor de to violiner spillede sammen med parallelle oktaver, mens bratschen og celloen havde modstemmen. Derefter gav Haydn midtstemmerne, altså andenviolinstemmen og bratschen, mere frihed, mens han også etablerede, at strygekvartetterne skulle følge sonatesatsformen, det vil sige hurtig – langsomt – menuet – hurtig. I senere tid gjorde han alle stemmerne endnu friere og formåede at opnå en slags polyfoni indenfor homofonien, altså flere modstemmer uden at det gik ud over idealet, at hovedstemmen skulle dominere.
Netop denne frihed indenfor instrumenteringen benyttede Mozart sig af i sine værker, særlig symfonierne. Haydn og Mozart brugte også de enkelte instrumenternes frihed til at spille egne stemmer for at bringe kontrapunktisk musik tilbage, hvor stemmer og modstemmer spiller sammen men fortsat beholder homofonien, det vil sige, at hovedstemmen dominerer over de andre. Mozarts strygekvartetter var i stor grad inspirerede af Haydn, og han dedikerede to af sine koncerter til komponisten.
Det var særlig i 1782-1786, at Mozart virkelig udviklede sig indenfor strygekvartetten – og koncerterne. Han havde ladet sig inspirere af Johann Sebastian Bachs Musikalisches Opfer og af Haydns strygekvartet opus 33, og skabte noget, som senere er blevet kaldt motivføring, det vil sige, at melodien allerede i åbningsdelen blev moduleret og eksperimenteret med. Han skrev dermed flere Haydn-kvartetter som resultat af dette.
Akkurat som med symfonierne, udsatte Beethoven udgivelsen af sine første strygekvartetter til omkring århundredskiftet, da Mozart havde været død i ni år og Haydn nærmede sig slutningen på sin karriere. De første strygekvartetter var til og med dedikerede Haydn, og fulgte traditionelle klassicistiske regler for strygekvartetter, skønt Beethoven havde enkelte forandringer. Han brugte små motiver, som bandt værket sammen i stedet for de længere linjer hos Haydn, og coda-delen var meget længere. Dette gjorde, at han afsluttede mere dramatisk, end for eksempel Mozart og Haydn gjorde.
De næste strygekvartetter, skrevet på bestilling fra grev Razumovsky i 1802 og fuldført i 1806, var markant forskellige. Kompositionerne var lange, følelserne skiftende, rytmen kompliceret og kommunikation mellem stemmerne vanskelig at forstå – og dermed langt mere romantiske i stil.

### Sonatens udvikling
Haydn havde en stor rolle i at udvikle sonateformen, og han skrev flere sonater, som fulgte sonateformen. Desuden var Haydn aktiv under en overgangsperiode, hvor han måtte skrive for cembalo, klavikord og hammerklaver, før det blev piano mod slutningen. Stilmæssigt bevægede han sig også langt. Han begyndte med nær galant stil med munter lethed, alle satserne i samme klang, som oftest dur, i tre satser og med meget alberti-bas. I begyndelsen af 1770-erne blev han inspireret af proto-Sturm und Drang-perioden og udviklede en mere alvorlig og kompleks sonate-stil med kontrapunktisk melodi og dramatisk og spændt stil.
Mozart legede særlig i pianosonaterne, hvor han kunne flytte på de langsomme dele, fjerne de hurtige dele og bringe menuetter i andensatsen i stedet for i tredjesatsen. Mozart havde som regel fire satser, men han tog sig store friheder. Mozart brugte også ofte kromatiske løsninger i sine sonater.
Til trods for, at han skrev nogen tidlige stykker, anså Beethoven selv sine sonater fra 1795 som sine første værker. I Beethovens første periode, frem til omtrent 1800, var han optaget af det følelsesmæssige udtryk, og brugte ofte store stilkontraster for at begrænse formen og betone udtrykket. Dette forandrede sig imidlertid, og hans sonater varierede stærkt mellem fire-, tre- og to-satser – alle med stort følelsesmæssigt register. Beethoven er tillagt rollen, at han fik sonaten fra stuen til koncertsalen. Beethoven skrev 32 sonater for piano, 10 for violin, 5 for cello, 1 for horn og 1 (uden opusnummer) for fløjte. Særlig pianosonaterne var vigtige, og ansete blandt klaververdenens hovedværker sammen med J.S. Bachs Das Wohltemperierte Klavier. Akkurat som Haydn og især Mozart valgte også Beethoven at bruge fugastilen i sine kompositioner, især sine klaversonater. Til trods for den store variation indenfor form og melodi i senere tid, var det vigtigt for Beethoven, at melodierne, som gik igen var let genkendelige, og han lagde megen vægt på tonalitet i sine kompositioner.

### Koncertens udvikling
Koncertens udvikling havde allerede tidlig i klassicismen begyndt at bevæge sig fra concerto grosso med flere solister til koncerter med et hovedinstrument, gerne spillet af komponisten selv. Skønt der fandtes koncerter for soloinstrumenter i barokken, var disse som oftest variationer over et tema fremført af orkesteret, mens i denne periode var melodien introduceret af soloinstrumentet. Concerto grosso blev erstattet af sinfonie concertante, en mellemting mellem koncert og symfoni. Fremvæksten af pianokoncerter kom også som følge af, at flere indenfor Wiens borgerskab efterlyste pianomusik efter, at de begyndte at blive optaget af musik, og pianokoncerter og -sonater blev brugt også til oplæring.
I modsætning til i sonaterne og symfonierne ydede Haydn ikke stor påvirkning på udviklingen af koncerten. Concertoerne beholdt for det meste de tre satser, de fik under barokken, og havde ikke nogen menuet-del. For Haydns del er det særlig trompetkoncerten fra 1796, som skiller sig ud, skrevet efter at han begyndte at blive færdig med instrumentalmusik og efter opfordring efter, at klaptrompeten nylig var blevet opfundet.
Mozart brugte sonateformen til andre koncertstykker, herunder serenaden. Et af hans mest kendte værker, Eine Kleine Nachtmusik, er en serenade med en sonateform som afslutter med en rondo. Formmæssig gjorde Mozart imidlertid lidt med koncerterne, og han beholdt hurtig – langsom – hurtig-formen fra tidligere. Størstedelen af koncerterne, han skrev, var klaverkoncerter, således at han selv kunne bidrage. Han skrev 20 klaverkoncerter, fem violinkoncerter, fire hornkoncerter, to fløjtekoncerter (en af dem muligvis for obo), en klarinetkoncert og en fagotkoncert. Mozart havde særlig stor sans for virtuose concerti.

### Operaens udvikling
Hvis Haydn og Beethoven havde større dominans indenfor udvikling af sonater og symfonier, var Mozart den afgørende indenfor udviklingen af operaer. Haydn havde gjort nogen forsøg på at forbedre operaen således, at den italienske opera buffa med vægt på sang blev slået sammen med wienerklassicismens vægt på instrumentalmelodi. Haydns operaer forblev imidlertid relativt ukendte. I stedet var det Mozart, som formåede at kombinere de to, både i sine italienske og sin tyske operaer.
Mozart var også inspireret af operaen således som Gluck havde arbejdet med den, og var selv optaget af, at operaerne måtte have en handling, som musikken måtte drive frem; ideelt en krise og en påfølgende løsning. Mozart var dygtig til at bearbejde sit persongalleri musikalsk, og brugte recitativer til ydre handling og arier til indre, det vil sige at historien i korte træk blev dækket i recitativet og hensigterne og tankene – og de vigtigste handlinger – i arierne. Dette brud med Glucks anmodning om at have netop et mindre skel mellem arie og resitativ i værker som Die Entführung aus dem Serail gjorde, at Mozart af enkelte, herunder Johann Wolfgang von Goethe, blev anset som gammeldags og inspireret af italiensk opera. Samtidig kunne Mozart også gå den modsatte vej, for eksempel med Tryllefløjten, som følger Glucks principper og tillige har tysk tekst.
Netop Tryllefløjten var del af den tyske syngespil-tradition. Mozart skrev i syngespiltraditionen allerede i 1768 med Bastien und Bastienne, en komisk parodi på et mere berømt stykke af Jean-Jacques Rousseau. Imidlertid bearbejdede Mozart syngespil-traditionen fra den tyske, hvor sangene stod friere fra handling og med mindre krævende sange til langt mere krævende sange, særlig i Tryllefløjten, mere inspiration fra italiensk sangstil og med stor variation i musikken. Således kan man sige, at Mozart skabte en slags wiener-syngespil.
Mozart skrev tilsammen 17 operaer, fordelt på 5 opera seria, 7 opera buffa og 5 syngespil. Skønt Mozart skrev operaer hele livet, var det først, da han flyttede til Wien, at han fik prøvet sig rigtigt, og Idomeneo (1782) regnes som hans første store opera. Efter denne dominerede de humoristiske operaer: Die Entführung aus dem Serail (1782), Der Schauspieldirektor (1786) og Tryllefløjten (1791) er syngespil, mens Figaros bryllup (1786), Cosi fan tutte (1790) og Don Giovanni (1791) er buffa. Foruden Idomeneo er det kun La clemenza di Tito (1791), den næst sidste opera, som han skrev, som var en opera seria.

### Andre komponister i klassicismens hovedperiode
Antonio Salieri var i hovedsagen en operakomponist, som samarbejdede godt med Gluck og videreførte flere af dennes principper. Salieri havde flere store operasuccesser, specielt Tartare. Salieri evnede imidlertid i lille udstrækning at forny sig, og han blev derfor efterhånden mindre aktuel som operakomponist i løbet af 1790-erne. Han havde imidlertid også en solid karriere som musiklærer for komponister som Beethoven, Schubert, Franz Liszt og Hummel.
Luigi Boccherini var en italiensk cellist og komponist, som var med og påvirkede strygekvartetten. Han inspirerede samtidige komponister, herunder Mozart. Han er i eftertiden især kendt for sin menuet fra strygekvintet opus 13. Boccherini udviklede strygekvintetten, det vil sige en kvartet med en ekstra cello, og var med til at give celloen en vigtigere rolle end tidligere. Boccherini tilbragte størstedelen af sit voksne liv i Madrid.
Michael Haydn var yngre broder af Joseph Haydn, og en anerkendt komponist på egen hånd. Han var en personlig ven af Mozart, og de to påvirkede hinanden. Michael Haydns Requiem er tilstrækkeligt nær Mozarts skrevet tyve år efter til, at der er grund til at mistænke, at Mozart kendte til Haydns værk. Også Mozarts symfoni nummer 37 er stort set skrevet af Michael Haydn. Michael Haydns stil er langt mere optimistisk end både Mozarts og Joseph Haydns, og han skriver kun undtagelsesvis indenfor mol-tonerarter.
Giovanni Paisiello var en af de mest anerkendte operakomponister slutningen af 1700-tallet. Hans opdrag var ofte andre steder end Wien, således hos Katarina den Store i Sankt Petersburg og hos Napoleon Bonaparte i Paris. Han var en stor inspiration for Mozart og skrev stort set munter musik, for det meste til muntre operaer.

## Overgangsperioden til romantikken (1810-1830)
- Franz Schubert var uopdaget i sin samtid, men hans musik var tydeligt førromantisk.
Malet af: Wilhelm August Rieder
- Gioachino Rossini øgede stærkt populariteent for italiensk opera, og var en stor inspiration for senere operakomponister.
Malet af: Vincenzo Camuccini
- Louis Spohr var påvirket af Mozart og havde derfor en mere wienerklassisistisk end førromantisk stil.
Litografi af: Carl Krause & Co
- Johann Nepomuk Hummel var et vidunderbarn og havde en bred karriere som komponist.
Gravør:  Pierre Roche Vigneron
- Fernando Sor havde stor succes med balletmusik, men huskes mest i eftertiden for sine guitarkompositioner.
Malet af: Gottfried Engelmann og Joseph Bordes

Efter, at Joseph Haydn døde i 1809 og Ludwig van Beethoven havde omdefineret symfonien, blev de sidste 20 år af klassicismen en langsom overgang til romantikken. Foruden Beethoven, var skikkelser som især Franz Schubert men også Fernando Sor og Johann Nepomuk Hummel med til at bevæge musikken i den retning. Endvidere var der enkelte væsentlige komponister som Niccolò Paganini og Gioacchino Rossini, som påvirkede musikken uden hverken at tilhøre klart klassicismen eller romantikken. Carl Maria von Weber og Felix Mendelssohn, som skrev i slutningen af den klassicistiske periode, regnes i denne sammenhæng som romantikere.

### Instrumentering i overgangsperioden
Blandt blæseinstrumenterne var det særlig trombonen, som havde den største udvikling. Instrumentet var mest brugt til kirkemusik og marcher, men blev af Beethoven og Schubert brugt i symfonier mod slutningen af klassicismen. Trompeten forblev imidlertid mere eller mindre uforandret, og skønt ventiltrompeterne blev patenterede i 1818, blev de ikke brugt førend i romantikken.
Guitaren havde længe befundet sig i udkanten af den klassiske musik, men allerede fra 1750 dukkede den op i Spanien med seks strenge og enkelte tillægsstrenge. Fra 1780 kom 6-strengsguitaren i hyppig brug i Spanien, kort tid efter i Italien, Østrig og Frankrig. Også harpen gjorde stor succes i slutningen af klassicismen. Det var imidlertid først med Sor, at den blev taget ind i orkestersammenhæng.
Pianoet var under stadig udvikling. I periodens begyndelse begyndte man at bruge metalramme for at holde strengene på plads, hvilket gav en klarere lyd. Det var først i 1825, at filt erstattede læder på hammerne, og omtrent samtidig gik rækkevidden over fra fem oktaver i begyndelsen af klassicismens hovedperiode til seks og en halv.

### Symfonien under Beethovens sene perioder
| Symfoniorkesterets udvikling, del 2 | Symfoniorkesterets udvikling, del 2    |
| Mozart, Wien, 1871                  | Bethovens 9.                           |
| ----------------------------------- | -------------------------------------- |
| 2 fløjter                           | 3 fløjter                              |
| 2 oboer                             | 2 oboer                                |
| 2 klarinetter                       | 2 klarinetter                          |
| 6 fagotter                          | 3 fagotter                             |
| 2 horn                              | 4 horn                                 |
| 2 trompeter                         | 2 trompeter                            |
|                                     | 2 tromboner                            |
| Pauker                              | Pauker, cymbaler, triangel, stortromme |
|                                     | Kor                                    |

Skønt Ludwig van Beethoven skrev operaer med megen drama og store forandringer i dynamikken, var orkesteret ikke stort forandrede: et par ekstra horn, en større slagtøjsgruppe og brug af tromboner var den største forandring – da et helt kor for afslutningen – til uropførelsen af Den niende symfoni.
Imidlertid var Beethoven allerede med Den syvende symfoni i A-dur både i forlængelse af, og med et klart brud med, den konventionelle stil hos Mozart og Haydn. I ekspositionen gik Beethoven ikke til dominanttonarten til A-dur (D-dur) eller paralleltonarten (fis-mol), men først til subdominanten (C-dur) og så submedianten (F-dur) og tilbage til A-dur. Andensatsen, som traditionelt er langsom, var her i allegretto, langt hurtigere end traditionelt, og ydermere i A-mol. Efter en presto-del af tredjesatsen igen i F-dur, går trio-delene af samme sats i D-dur. Også sidstesatsen har hurtig tempo og mange usædvanlige akkordskifter. Den ottende symfoni var ikke ligeså dramatisk eller opfindsom (eller lang), men den beholdt den hurtige andensats, havde en usædvanlig lang coda i sidstesatsen og havde flere musikalske spøge. Symfonierne blev skrevet omtrent samtidig omkring 1811, men fremført med et års mellemrum.
Beethoven brugte ti år på at skrive sin sidste symfoni, den niende. Denne tilhører som eneste symfoni Beethovens sidste periode som komponist og klassicismens sidste år da den udkom i 1824. Den niende symfoni er en slags syntese mellem de to første stile og blander det klassicistiske og det romantiske i en konflikt – det gamle med det nye, system og orden mod det følelsesmæssige og uhåndgribelige. Dette brud mellem de to stile var med til at definere musikken i store dele af 1800-tallet. Samtidig gik Beethoven i nogen grad bagud, da han genindførte polyfon musik inspireret af Händel og Bach.

### Sange og Franz Schubert
I likhed med Beethoven, var Franz Schubert elev af Antonio Salieri. Tidlig i karrieren delte Schubert Salieris konservative skepsis til Beethovens blanding af det tragiske og det humoristiske, det helligste med Harlekin. Schubert skal også have gået så langt som til at sige, at østrigsk musik måtte befri sig fra tysk indflydelse – en kommentar beregnet på Beethoven – før han senere vendte om og blev en beundrer af tyskeren. Det er uvist, hvor vidt Franz Schubert og Ludwig van Beethoven nogensinde mødtes, men Schuberts mening om Beethoven blev drastisk forandret.
Schubert tilhørte den klassicistiske periode, men hans musik var en tilrettelægning af romantikken, specielt i sange ("Lieder"), hvor akkompagneringen blev endnu mere selvstændig fra melodien end den allerede var i klassicismen. Lieder havde eksisteret siden 1700-tallet, og eksisterede i hovedsagen enten som strofiske – at vers og refræn gentog sig, gennemkomponeret – at vers og/eller refræn varierede eller varierede strofisk, en blanding hvor det er mest strofisk, men med nogen varianter. Gennemkomponerede lieder var usædvanlige frem til Schubert, men han komponerede i samtlige tre former. Han gav også pianoet en afgørende rolle i lieder og lod melodien og rytmen være med til at beskrive fortællingen, for eksempel ved at skildre natur eller genstande.
Schubert var stærkt inspireret af Beethoven i senere tid, og var også optaget af at bruge musik for at skabe følelser. Desuden havde Schubert en egen evne til at skrive iørefaldende melodier. Eftersom han havde meget liden succes i sin samtid, havde Schubert ingen direkte påvirkning på sin tids musik, men Schumann opdaget ham kort tid efter og lod sig inspirere. Schubert ligger efter eget ønske gravlagt nær ved Beethoven.

### Opera og Rossini
I begyndelsen af 1800-tallet havde opera en stærkt øget popularitet. For mange adelige og rige borgere var det vigtigt at blive set i operaen, og blandt dem nede på rangstigen var opera underholdning. Mens tysk og fransk opera var mest optaget af orkesteret, var det sangen, som var i forsædet for italiensk opera. Østrigsk, tysk og fransk musik gjorde det godt, men italiensk operakomposition havde liden succes siden Pergolesi og til dels Paisiello. Rigtignok havde Johann Simon Mayr blevet italiensk og komponerede 70 operaer mellem 1795 og 1824, men frem til 1812 havde Italien ikke en egen operakomponist. Salieri på sin side var italiener, men langt mere "tysk" i stilen. 
I 1812 begyndte Gioachino Rossini at gøre sig bemærket. Han startede med opera seria, blandt andet Othello, men det er særlig indenfor opera buffa, at Rossini er kendt. I 1816 skrev Rossini musikken til Barbereren i Sevilla, blandt andet ved at recirkulere ouverturen fra Aureliano in Palmira, en opera seria som aldrig blev en succes. Barbereren i Sevilla blev en stor succes, og markerede Rossini som en af de største operakomponister i sin tid. Han fulgte successen op med La Centenerola året efter.
Rossinis musik er påvirket af den italienske stil, bel canto. Opera skulle være til for sangenes del, og at sangene udtrykte følelser, ofte gennem et sæt etablerede regler. Dette kunne for eksempel være, at koloratur indikerer sindelag, og kromatisk nedadgående stil betyder sorg. Således var Rossinis opera et skridt væk fra Glucks anmodninger om, at handlingen skulle drives frem, og at unødvendig virtuositet skulle fjernes. På den anden side var Rossinis musik enklere og mindre dramatisk end Schuberts og Beethovens. Rossini skrev også ofte operaer uden recitativ, og dermed blev handlingen faktisk fremstillet i arier og duetter, mens operaerne var en uafbrudt melodisk oplevelse.
Rossini skrev tilsammen 39 operaer, flere af dem blev store successer. I 1829 trak han sig efter William Tell tilbage i en alder af 37. Dette betyder, at samtlige af hans operaer er placerede indenfor grænserne for klassicismen, men han kategoriseres ofte som romantiker, til trods for at hans mest kendte værker er satirer og komedier. Eftersom Vincenzo Bellini og Gaetano Donizetti havde sit gennembrud efter, at Rossini stoppede med at komponere, regnes de ikke i denne sammenhæng blandt klassicistiske operakomponister.

### Andre komponister i senklassicismen
Louis Spohr var i sin tid en meget anerkendt musiker, og udmærkede sig først og fremmest som violinvirtuos, men blev i sin samtid i stadig større grad en komponist af næsten udelukkende instrumentalkompositioner. Til gengæld var de anerkendte nok til, at han blev sammenlignet med Beethoven. Han var også en af få, som skrev symfonier samtidig med Beethoven. Han skrev godt nok over 90 sange, men disse var som oftest beregnede til elever. Til trods for, at Spohr tilhørte den senere del av klassicismen, var han stærkt påvirket af Mozart, og han blev derfor en klar overgang mellem musik i den tidligere klassiske periode og romantikken. Spohr lavede musik langt ind i den romantiske periode.
Niccolo Paganini begyndte at komponere allerede i begyndelsen af 1800-tallet, og det antages, at hans 24 caprices blev skrevet i 1805. Imidlertid blev de ikke udgivet før 1820. Paganinis rolle som komponist hører derfor mest hjemme i romantikken, men som musiker var han med til at forme sidste del af klassicismen.
Fernando Sor var en spansk komponist som, til trods for et stort antal musikstykker for stygekvartetter, symfonier, balletter og andet, stort set nu er kendt for guitarmusik. Sor var afgørende med til at få guitarmusik anerkendt som klassisk musik.
Johann Nepomuk Hummel var i sin ungdom elev hos Mozart, og han blev en populær musiklærer og klavervirtuos, men det var først i midten af 1800-tallet, at han begyndte sin produktive karriere som kapelmester i Stuttgart (1816) og Weimar (1819). Blandt hans mest kendte værker er stykker, særlig trioer og sonater, for piano. Hummel undgik symfonier, som han overlod til Beethoven, men skrev ellers mange forskellige slags kompositioner, herunder operaer. Han var kendt for en "poleret" stil, og hans folkesange, som solgte meget godt, var beregnede på et marked, som efterlyste denne type af værker.
John Field var en irsk klavervirtuos, som er tillagt at have opfundet nocturne-musikken. Han havde stor indflydelse som pianist i slutningen af klassicismen, men gik hurtigt af mode ved indgangen til romantikken.

## Klassicismens betydning for senere musik
Klassicismen kom i en vigtig del af den vestlige historie, hvor oplysningstid og et fremvoksende borgerskab gjorde, at flere havde både ønske om og anledning til at lytte til musik. Fremvæksten af koncertarrangementer åbne for alle kom som en konsekvens af dette behov. For det første blev der behov for flere komponister og musikere, og for det andet blev som oftest instrumentalmusik, som var noget billigere, foretrukket ved de mindre hoffer og hos flere i øvre middelklasse. Eftersom stadig flere fik instrumenter, blev musik også skrevet for amatører.
Det at arrangere koncerter for et stort publikum i store sale krævede også instrumenter, som man fint kunne høre. Musikinstrumenter blev derfor udviklede med dette for øre, hvilket gjorde tværfløjten, oboen, klarinetten med flere instrumenter langt mere avancerede, og udviklingen mod ventilinstrumenter startede. Pianoet fik et stort gennembrud i klassicismen, som det tog med videre til den romantiske periode. Også orkestrene voksede i omfang, og blæseinstrumenter blev et naturlig indslag.
Selve musikken blev også påvirket af den nye måde at fremføre på. Symfonierne bevægede sig fra først at være udefinerede stykker til at blive definerede af Haydn og udviklede for et stort publikum af Beethoven. Koncerter, serenader, divertimenti og sonater tog også skridtet ud fra private hjem til store sale, også disse stadig mere definerede. Ved at definere hvordan, et stykke skulle være komponeret, kunne komponisterne også lege med dette – for eksempel var Haydns og Beethovens eksperimenteren med akkorder og rækkefølgen af satserne vigtige, fordi der var en forventning til hvordan, satserne skulle udvikle sig.
Operaerne blev udviklet også for at passe til publikums smag. Den alvorlige opera seria blev forandret af Gluck og hans ideer om, at arier skulle passe ind i operaen og støtte handlingen frem for at fremvise sangeren, blev etablerede. Kastratsangere, som var meget populære i barokken, forsvandt også som følge af den ændrede smag i slutningen af 1700-tallet.
Komiske operaer havde et stort gennembrud. Dette medførte, at historierne ofte blev lagt til steder og handlinger nærmere i tid: af Haydns 15 operaer er det kun den sidste, hvor handlingen er lagt til græsk mytologi, mens fiskekoner og pseudoastronomer er hovedpersoner i de andre. Af Mozarts mest kendte operaer er kun La clemenza di Tito og Idomeneo henlagte til antikken, mens Figaros Bryllup, Tryllefløjten, Don Giovanni og Cosi fan tutte er lagt til enten samtiden eller en bekymringsfri tid med ligheder. Heller ikke Rossini har antikken som hovedkilde. Samtlige tre operakomponister satsede meget på komisk opera, enten buffa eller dramma giocoso, og temaerne var ofte landlige historier.
Komponistens egen rolle var også væsentlig. Haydn gik fra at være en tjener under Nikolaus I. Esterházy til at blive så anerkendt, at han havde langt større frihed, og under Nikolaus' efterfølger var han fri til at tage på længere rejser. Mozart forlod ærkebiskoppen af Salzburg på grund af de strenge regler. Beethoven var stort set en fri mand, som aldrig var ansat permanent. Rossini var det samme, en komponist så populær at han kunne trække sig tilbage i tidlig alder, og nyde sit otium i en alder af 37.